# سفر اکتشافاتی لوئایسا
سفر اکتشافاتی لوئایسا (Loaísa expedition)، یک سفر اکتشافی در اوایل قرن شانزدهم به اقیانوس آرام بود که توسط گارسیا جوفره دی لوئایسا (۱۴۹۰–۲۰ ژوئیه ۱۵۲۶) فرماندهی شد و به دستور پادشاه اسپانیا، چارلز اول، برای استعمار جزایر ادویه در هند شرقی، انجام شد. ناوگانی شامل هفت کشتی، از لاکرونیا، اسپانیا در ژوئیه ۱۵۲۵ حرکت کرد و پس از دور زدن ماژلان-الکانو، به دومین سفر دریایی تاریخ تبدیل شد که از اقیانوس آرام عبور کرد. این سفر منجر به کشف دریای هوسس، در جنوب کیپ هورن و جزایر مارشال در اقیانوس آرام شد. سرانجام یک کشتی در سپتامبر ۱۵۲۶ به جزایر اسپایس رسید.

## ریشه‌ها
سفر دی لوئایسا، هم به عنوان یک مأموریت نجات و هم یک سفر دریایی اکتشافی در نظر گرفته شد. ویکتوریا، یک کشتی از سفر ماژلان به اقیانوس آرام بود که در سال ۱۵۲۲ به اسپانیا بازگشت با این خبر که کشتی خواهرش، ترینیداد، آخرین بار در حال تلاش برای بازگشت به خانه از طریق کشتی‌رانی به سمت شرق از مسیر جزایر اسپایس به سمت آمریکای جنوبی، دیده شده‌است. به دی لوئایسا دستور داده شد که در سفر بازگشت در مسیر مورد نظر خود به اسپانیا، به دنبال ترینیداد یا اخباری از سرنوشت آن باشد. او قرار بود در صورت عدم موفقیت، جزایر ماژلان اسپایس راه یافته و به استعمار در بیاورد و همچنین اخباری از سرزمین نیمه افسانه‌ای اوفیر که دانشمندان اسپانیایی معتقد بودند، ممکن است در نزدیکی چین باشد، ارائه دهد. برای این منظور، به دی لوئایسا هفت کشتی و در مجموع ۴۵۰ مرد، از جمله تاجران و مدیرانی برای اداره جزایر اسپایس، اختصاص یافت.

## سفر دریایی اقیانوس اطلس
گروه اعزامی در ۲۴ ژوئیه ۱۵۲۵ از کورونا حرکت کرد. این گروه شامل هفت کشتی سانتا ماریا د لا ویکتوریا، سانکتی اسپیریتوس، آنونسیادا، سن گابریل، سانتا ماریا دل پارال و سن لزمس و یک پتاچ (کشتی کوچک بادبانی دو دکل) به نام سانتیاگو بود. دی لوئایسا به همراه خوان سباستین الکانو که در سال ۱۵۲۱ در طول سفر ماژلان به جزایر اسپایس رسیده بود، به عنوان کاپیتان، گمارده شدند.
ناوگان به سمت جنوب‌غربی به سمت جزایر قناری و سپس به سمت جنوب در امتداد خط ساحلی آفریقا حرکت کرد. در نوامبر ۱۵۲۵، دی لوئایسا از غرب اقیانوس‌اطلس، به سمت برزیل حرکت کرد و در ژانویه ۱۵۲۶ به ساحل پاتاگونیا رسید. هیچ نشانه‌ای از ترینیداد نبود و دی لوئایسا تصمیم گرفت که جستجوی او را متوقف کند و به جای آن، به سمت جزایر اسپایس ادامه مسیر دهد. با این حال، آب و هوا خوب نبود و طی چند هفته بعد، با وزش بادهای شدید هنگام تلاش برای ورود به تنگه ماژلان، کشتی‌ها به‌طور متناوب جمع و پراکنده می‌شدند. دو کشتی سانکتی اسپیریتوس و آنونسیادا، غرق شدند و کشتی سن گابریل، به اقیانوس‌اطلس رفت و گروه را ترک کرد.
کشتی سن لزمس تحت کاپیتانی فرانسیسکو دی هوسس، در امتداد ساحل به سمت جنوب رانده شد، ممکن است در عرض جغرافیایی ۵۷ درجه، جاییکه خدمه به «پایان زمین» اشاره کردند، می‌توانست اولین مشاهده اروپایی کیپ هورن باشد. پس از مدتی سختی، هوسس توانست یک بار دیگر کشتی خود را به سمت شمال هدایت کند و به سه کشتی دیگر که در گروه باقی‌مانده بودند، بپیوندد. در ۲۶ مه ۱۵۲۶، این ناوگان کوچک شده، متشکل از چهار کشتی (سه کشتی بزرگ و یک پتاچی)، از تنگه گذشت و وارد اقیانوس آرام شد.

## سفر دریایی به اقیانوس آرام
آب و هوای بدی که در ابتدا ناوگان دی لوئایسا را پراکنده کرده بود، در اقیانوس آرام ادامه یافت. در باران شدید، چهار کشتی باقی‌مانده به سرعت دیدشان را نسبت به یکدیگر از دست دادند و نتوانستند در کنار هم باقی بمانند تا زمانی که طوفان سرانجام در ۱ ژوئن آرام گرفت.
سانتیاگو به شمال رفت و در یک سفر ۱۰هزار کیلومتری، در ژوئیه ۱۵۲۶، به سواحل اقیانوس آرام در مکزیک رسید که اولین دسترسی از اروپا به سواحل غربی آمریکای شمالی بود.
سن لزمس به‌طور کامل ناپدید شد. گمانه‌زنی‌های قرن بیستم حکایت از آن دارد که او در تواموتوس، یا در جزیره آنا که گروه اعزامی ۱۷۷۴، صلیبی را در ساحل آن پیدا کردند، یا در نزدیکی جزیره مرجانی آمانو، جاییکه بعدها یک توپ قدیمی اسپانیایی پیدا شد، به گل نشسته‌است.
سومین کشتی، سانتا ماریا دل پارال، از اقیانوس آرام به سمت سانگیر در سواحل شمالی سولاوسی حرکت کرد، جاییکه کشتی در ساحل قرار گرفت و خدمه آن به شکل‌های مختلف توسط بومیان کشته یا به بردگی گرفته شدند. چهار بازمانده در سال ۱۵۲۸ توسط گروه اعزامی اسپانیایی آلوارو د ساودرا سرون که از مکزیک آمده بود، نجات یافتند.
آخرین کشتی، سانتا ماریا د لا ویکتوریا، تنها کشتی بود که به جزایر اسپایس رسید و در سپتامبر ۱۵۲۶ پهلو گرفت.

## بازماندگان
خود لوئایسا در ۳۰ ژوئیه ۱۵۲۶ بر اثر اسکوربوت (نوعی بیماری ناشی از کمبود ویتامین سی) درگذشت، الکانو چند روز بعد و آلونسو دی سالازار نیز سه هفته پس از آن، درگذشتند. ینیگز به جزایر ویسایاس و میندانائو در فیلیپین و مولوکاس رسید، اما بر اثر مسمومیت غذایی درگذشت. فقط آندرس دی اوردانتا و ۲۴ مرد دیگر زنده ماندند تا در جزایر اسپایس قدم بر ساحل بگذارند. آن‌ها در سال ۱۵۳۶ در آرمادای هند پرتغالی، تحت نظر گارد پرتغالی به اسپانیا بازگشتند تا دومین سفر دریایی به دورجهان را در تاریخ تکمیل کنند. یکی از بازماندگان، هانس فون آخن بود که قبلاً به عنوان توپچی در کشتی ویکتوریا زیر نظر ماژلان و الکانو خدمت کرده بود، اولین مردی شد که دو بار زمین را دور زده‌است.

## در فرهنگ عامه
رابرت آدریان لنگدون، این فرضیه را مطرح کرد که کشتی سان لزمس، پس از گم‌شدن، در طوفان سواحل آمریکای جنوبی، از اقیانوس آرام عبور کرد و قبل از ویران‌شدن در سواحل نیوزلند، در تاهیتی توقف کرد. وینستون کاوی، فیلم‌ساز نیوزیلندی، نظریه سان لسمز را در کتاب‌هایش، نیوزلند، یک معمای تاریخی: در مسیر فاتحان اسپانیایی و معمای کشورگشایی ارزیابی می‌کند که نسخه اسپانیایی آن با حمایت سفارت اسپانیا در نیوزلند تکمیل شد و از افزودن داستان‌های شفاهی شبه جزیره پوتو به آثار لنگدون، نتیجه می‌گیرد که این امکان وجود دارد که سن لزمس در شبه جزیره پوتو ویران شده باشد، پژوهش‌های بیشتری لازم است تا این نظریه از امکان به احتمال برسد.
فیلم هیجان‌انگیز و حکایت توطئه‌آمیز «کلاه اسپانیایی»، ساخته گرگ اسکاون، بر اساس نظریه لنگدون است.

## کتابشناسی
- Berguno, Jorge (1990). "The South and Mid-Pacific Voyages".  In Hardy, John; Frost, Alan (eds.). European Voyaging towards Australia. Australian Academy of the Humanities. ISBN 0-909897-19-0.
- Kelsey, Harry (April 1986). "Finding the Way Home: Spanish Exploration of the Round-Trip Route across the Pacific Ocean". The Western Historical Quarterly. United States: Utah State University. 17 (2): 145–164. doi:10.2307/969278. JSTOR 969278.
- Nowell, Charles E. (December 1936). "The Loaisa Expedition and the Ownership of the Moluccas". Pacific Historical Review. United States: University of California Press. 5 (4): 325–336. doi:10.2307/3632888. JSTOR 3632888.